# Dattingen
Dattingen (alemannisch: Dattige) ist ein Winzerdorf mit 421 Einwohnern (Stand September 2020) im Landkreis Breisgau-Hochschwarzwald im Bundesland Baden-Württemberg und Ortsteil von Müllheim im Markgräflerland.

## Geographie
Dattingen liegt inmitten eines Weinberggebiets des Markgräflerlands, etwa 30 Kilometer südlich von Freiburg im Breisgau im Dreiländereck Deutschland – Frankreich – Schweiz. Im Dorf Dattingen mündet der von Süden kommende Zunzingermattbach in den Ehebach, der dann über den Sulzbach nahe Grißheim in den Rheinauen versickert.

## Geschichte
Prähistorische Grabstellenfunde verweisen auf eine Besiedlung der Landschaft vor etwa 3000 Jahren. Die erste urkundliche Erwähnung findet Dattingen im Jahr 1185. Zum Kloster St. Trudpert im Münstertal gehörend, ging die damals „Tatighoven“ genannte Ortschaft 1222 in den Besitz des Klosters St. Blasien über.
Im Dreißigjährigen Krieg wurde das Dorf schwer verwüstet und zudem im Jahr 1629 von einer großen Pestwelle heimgesucht, welcher viele Bewohner zum Opfer fielen. 1811 war Dattingen zu einer selbstständigen Gemeinde geworden. 1971 kam es zur Gesamtgemeinde Britzingen und wurde nur drei Jahre später, im Jahr 1974, mit dieser nach Müllheim eingemeindet. Bis zu dessen Auflösung war Dattingen Teil des Landkreises Müllheim.

## Wappen

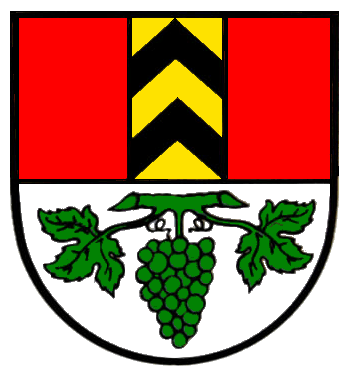
Dattinger Wappen

Blasonierung: „In geteiltem Schild oben in Rot ein mit zwei schwarzen Sparren belegter goldener Pfahl, unten in Silber eine grüne Traube zwischen zwei grünen Blättern an grünem Rebast.“

## Kirche St. Jakobus
Prägend für das Dorf Dattingen ist die Jakobuskirche am südlichen Dorfrand. Die Kirche wurde 1452 erstmals erwähnt, war aber wohl schon vorher eine Pilgerstation entlang des Jakobsweges. Der Kirchturm wurde 1512 erbaut.
Am 1. Juni 1556 ließ Markgraf Karl II. eine neue Kirchenordnung verkünden, mit der das lutherische Bekenntnis eingeführt wurde (Reformation). Aus der katholischen Jakobuskirche wurde so ein evangelisches Gotteshaus.

### Kirchenglocken
Erstmalig erwähnt werden die Glocken von Dattingen im Lagerbuch Peter Kaltenbachs 1614. Zu diesem Zeitpunkt wurde „eine Glocke eingerichtet“, heißt es in diesem. Im Jahr 1622 wurde eine Weitere gegossen, so wird im Lagerbuch von 1634 von zwei Glocken berichtet. Von den „Werneschen Reuter“ weggenommen, wurden die kleinere der beiden Glocken noch während des Dreißigjährigen Krieges oder in der Folgezeit wiedergefunden und zurückgebracht. Sie trägt folgende Inschrift: „Martin Kaltenbach, Vogt, Hans Steger, Geschworener, 1622“ und weiter „SOLI DEO GLORIA“ (d. h. Gott allein die Ehre).
Lange Zeit war diese Glocke die einzige im Turm, bis im Jahr 1885 gleich zwei neuen Glocken dazukamen. Die zweitälteste Tochter Matthias Asals, Anna Marie, hatte nach ihrem Tod am 4. Januar 1885 ihr gesamtes Vermögen ihrer Dattinger Heimatgemeinde vermacht. Dieses sollte als erstes zur Anschaffung einer neuen Kirchenglocke verwendet werden. Da, nach Aussagen von Fachleuten, eine zweite Glocke mit der bereits Vorhandenen keinen Wohlklang brächte, man diese jedoch nicht einschmelzen wollte, schaffte man schließlich zwei neue Glocken an. Am 27. September 1885 kam es zur feierlichen Einweihung. Die „Marie“ getaufte Glocke trug folgende Inschrift: „Und wie der Klang im Ohr vergeht, der mächtig tönend ihr erschallt, so lehret sie das nichts besteht, daß alles Irdische verhallt“. Die zweite Glocke „Anna“ hatte folgende Inschrift erhalten: „Zur Eintracht, zu herzinnigem Vereine versammle Du die friedliche Gemeinde“. Ebenfalls taufte man an diesem Tag die schon vorhandene Glocke auf den Namen „Hilda“. Nun hatte die Dattinger Kirche drei Glocken mit Akkord a – cis – a. Die größte Glocke wog 688 Pfund, die zweite 429 und die kleine 90 Pfund.
Im Zuge des Ersten Weltkriegs wurde 1917 die Glocke „Marie“ eingeschmolzen. Bereits am 10. September 1922 wurden zwei neue Glocken von Vikar Bark geweiht. Diese hießen:
1. „Heimat“ mit der Inschrift „Us dr Heimat chunnd dr Schii, smues lieblig in dr Heimet si“. „Anstelle der von Anna Maria Asal im Jahre 1885 gestifteten und im Jahre 1914-1918 dem Vaterland geopferten Glocke “Marie„ hat die Gemeinde im Jahre 1921 zwei neue Glocken gießen lassen“.
2. „Friede“ „Friede sei mit Euch“. „Gegossen als Karl Friedrich Sick, Bürgermeister, und Ernst Ziegler, Karl Nußbaumer, Hermann Eckerlin, Karl Eckerlin, Max Kaltenbach und Hermann Zeyer Gemeinderäte waren“.

Im Jahr 1942 mussten drei der vier Glocken, „Friede“, „Heimat“ und „Anna“ abgegeben werden. 1951 goss die Firma Schilling drei neue Glocken mit den Namen: „Gedächtnisglocke“, „Heimat“ und „Friede“. Diese vier sind bis heute im Dattinger Kirchturm erhalten.

Kirche St. Jakobus
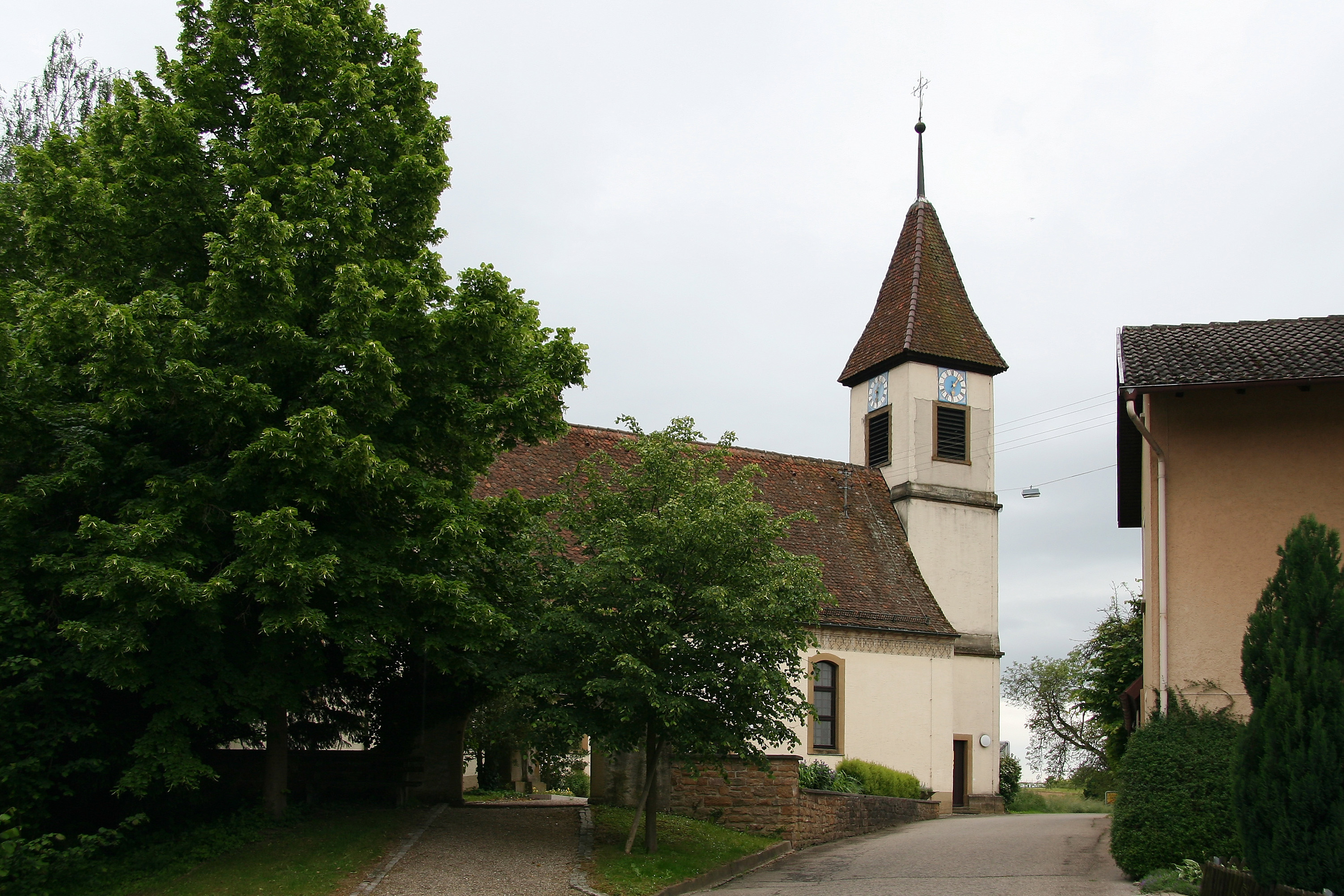
Nordseite
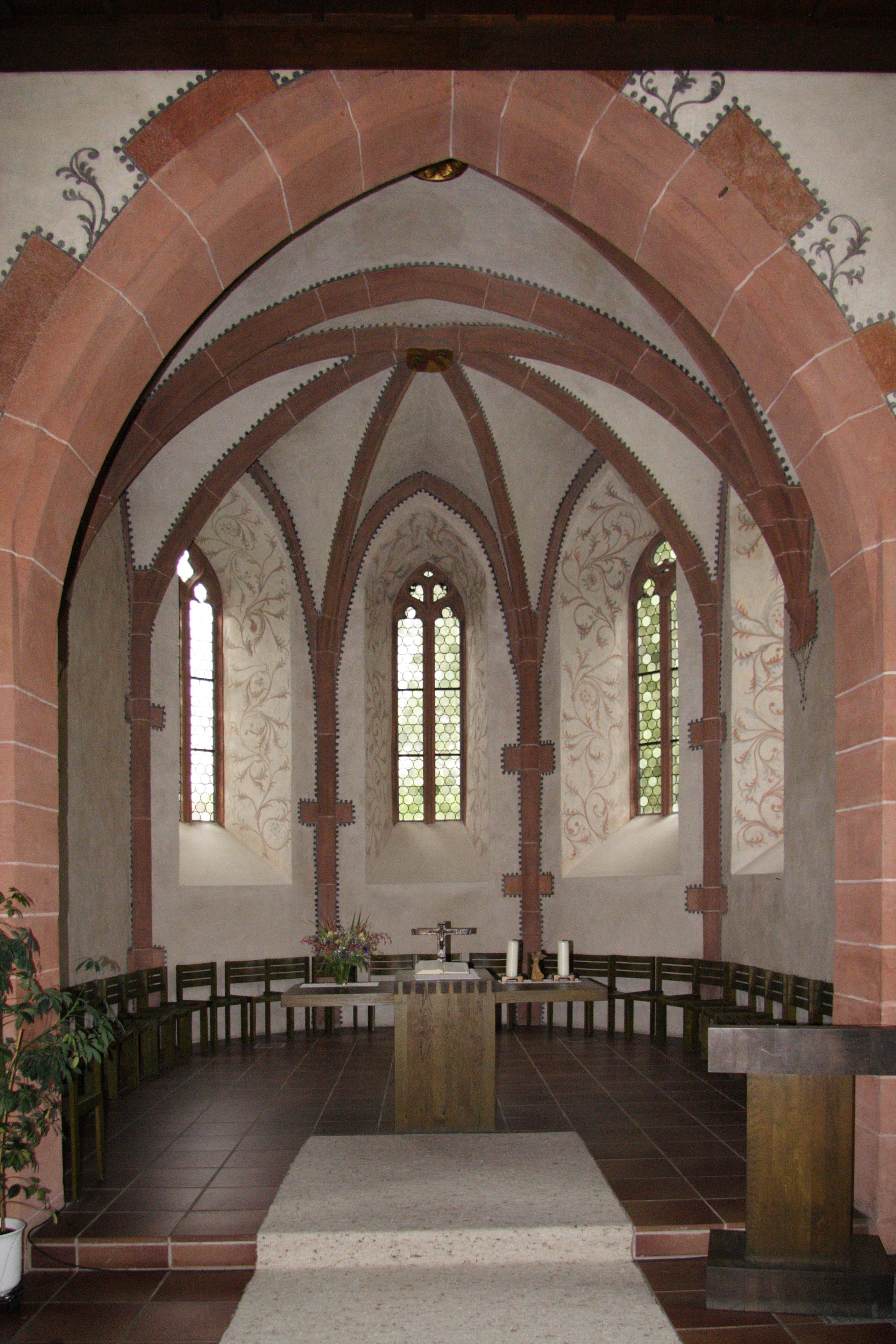
Innenansicht
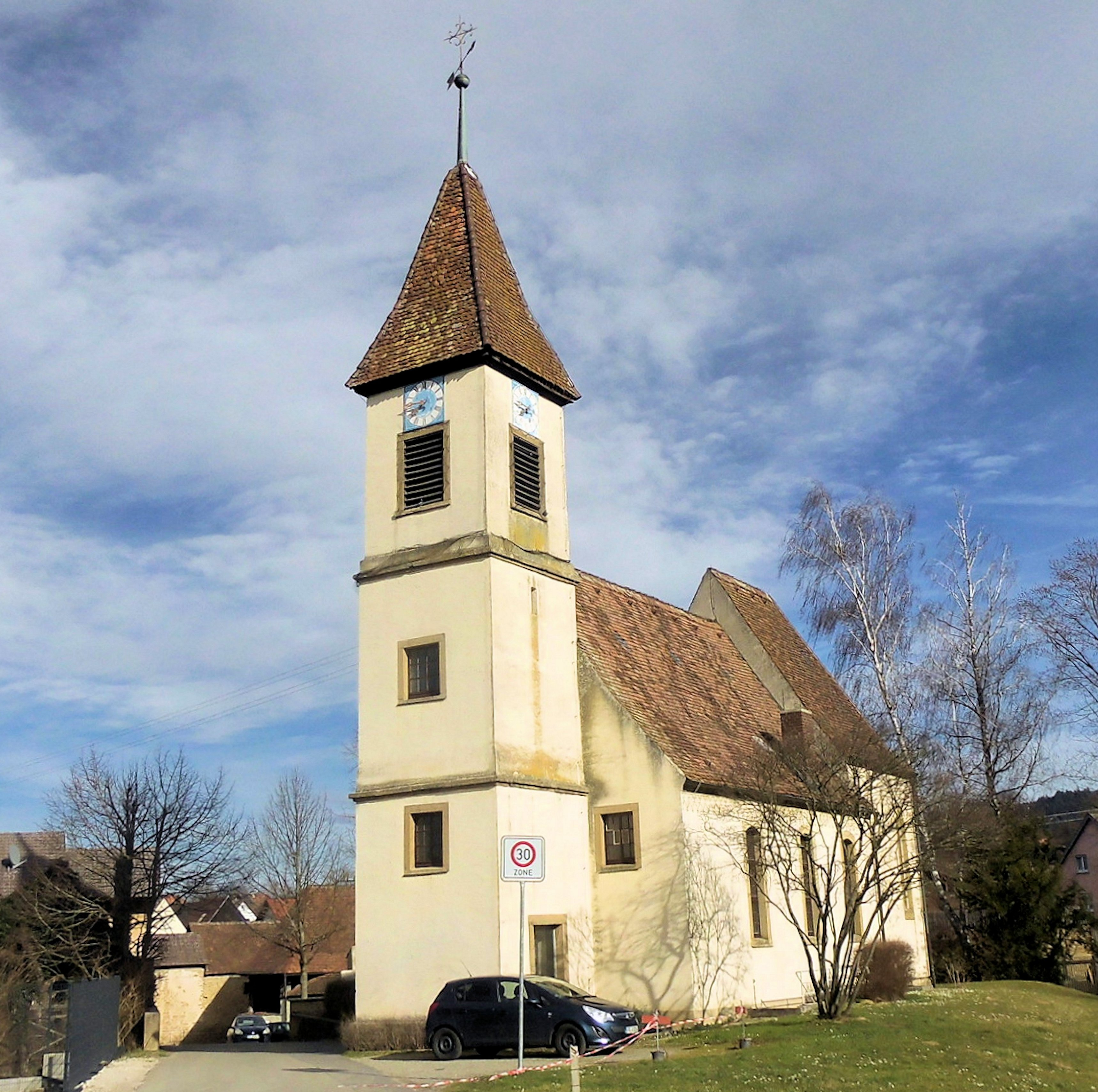
Südwestseite